# How to Blow Up a Pipeline
How to Blow Up a Pipeline (Cómo Hacer Estallar un Oleoducto) es una película de atracos de 2022 dirigida por Daniel Goldhaber, quien coescribió el guión con Ariela Barer y Jordan Sjol.  Es una adaptación del libro homónimo de Andreas Malm de 2021, publicado por Verso Books .  El libro de Malm es una obra de no ficción que utiliza la historia de los movimientos de justicia social para argumentar que la destrucción de la propiedad debe considerarse una táctica válida en la búsqueda de la justicia ambiental. La película, ambientada mayoritariamente en el oeste de Texas, gira en torno a un grupo de ocho jóvenes que deciden volar un oleoducto.
La película está protagonizada por Ariela Barer, Kristine Froseth, Lukas Gage, Forrest Goodluck, Sasha Lane, Jayme Lawson, Marcus Scribner, Jake Weary e Irene Bedard. Se estrenó en la sección Platform Prize en el Festival Internacional de Cine de Toronto de 2022 el 10 de septiembre de 2022. Después de su estreno, Neon adquirió los derechos de distribución en América del Norte, con la intención de estrenarlo en cines. 
How to Blow Up a Pipeline es el segundo largometraje de Goldhaber después de CAM (2018). 
La película fue elegida para participar en la sección oficial (competencia internacional) de la 37.ª edición del Festival Internacional de Cine de Mar del Plata.

## Argumento
Theo y Xochitl, dos íntimos amigos en sus veinte, crecieron juntos en Long Beach, California, una de las ciudades más contaminadas de Estados Unidos y sede de numerosas refinerías de petróleo. La muerte de la madre de Xochitl, durante una inesperada ola de calor que ella atribuye al cambio climático, lleva a Xochitl a desilusionarse con el avance lento de su campaña de desinversión. Por ello, muestra interés en acciones medioambientales más radicales y se lo comunica a Theo, quien padece leucemia. Finalmente, convencen a Alisha, la novia de Theo, y a cinco desconocidos, cada uno con sus propias motivaciones, para unirse a ellos en una audaz operación cuyo objetivo es hacer estallar un oleoducto en el oeste de Texas.

## Reparto
- Ariela Barer como Xochitl
- Kristine Froseth como Rowan
- Lukas Gage como Logan
- Forrest Goodluck como Michael
- Sasha Lane como Theo
- Jayme Lawson como Alisha
- Marcus Scribner como Shawn
- Jake Weary como Dwayne
- Irene Bedard como Joanna

## Recepción
How to Blow Up a Pipeline recibió reseñas generalmente positivas de parte de la crítica y de la audiencia. En el sitio web agregador de reseñas Rotten Tomatoes, la película posee una aprobación de 94%, basada en 163 reseñas, con una calificación de 7.8/10 y un consenso crítico que dice "Una explosiva adaptación del tratado de Andreas Malm, How to Blow Up a Pipeline, ofrece un thriller ecológico de alto riesgo impulsado por fascinantes y complejos antihéroes". De parte de la audiencia tiene una aprobación de 66%, basada en más de 250 votos, con una calificación de 3.4/5.
El sitio web Metacritic le dio a la película una puntuación de 76 de 100, basada en 29 reseñas, indicando "reseñas generalmente favorables". En el sitio IMDB los usuarios le asignaron una calificación de 7.0/10, sobre la base de más de más de 7900 votos, mientras que en la página web FilmAffinity la película tiene una calificación de 5.8/10, basada en 536 votos.